# Hluhluwe-iMfolozi-Park
Der Hluhluwe-iMfolozi-Park (früher Hluhluwe-Umfolozi-Park), 280 km nördlich von Durban gelegen, ist eines der ältesten Wildschutzgebiete Afrikas. Er umfasst 960 km² meist hügeliges Gelände und liegt im zentralen Zululand in der Provinz KwaZulu-Natal in Südafrika. Der Park trägt den Namen der beiden Flüsse Hluhluwe und Mfolozi, die ihn durchfließen.
Die vielfältige Vegetation bietet Lebensraum für viele Säugetiere, Vögel, Reptilien und Amphibien. Die „Big Five“, Elefant, Nashorn, Büffel, Löwe und Leopard sind ebenso im Park vertreten wie Geparde, Wildhunde und Giraffen und Nyalas. Hluhluwe und Imfolozi wurden 1895 als getrennte Wildreservate gegründet, als die Population dieser Tiere durch übermäßige Jagd gefährdet war.
Anfang der 1960er Jahre war das Breitmaulnashorn (Ceratotherium simium) vom Aussterben bedroht, in Imfolozi existierte das weltweit letzte bekannte Vorkommen in freier Wildbahn. In der Operation Rhino, die vom KwaZulu Nature Conservation Service durchgeführt wurde, fing man Exemplare ein und schickte sie an Reservate und Zoos in der ganzen Welt, so dass sich inzwischen die weltweiten Bestände erholt haben. Heute finden ähnliche Bemühungen mit dem Spitzmaulnashorn (Diceros bicornis) statt. 1999 wurde ein Projekt zur Erhaltung der Löwenbestände gestartet, die an Inzucht litten, so dass die Bestände durch neue Tiere ergänzt wurden.
Im Laufe der Zeit wurden den Parks weitere Gebiete zugeordnet, 1964 Schutzzäune errichtet und 1989 die beiden Hauptgebiete mit dem trennenden Korridor zum heutigen Park vereint. Heute verwaltet die Naturschutzbehörde der Provinz KwaZulu-Natal, Ezemvelo KZN Wildlife, das Schutzgebiet, das trotz seiner Größe und bedeutenden Wildbeständen nicht den Status eines Nationalparks Südafrikas besitzt.

## Bilder

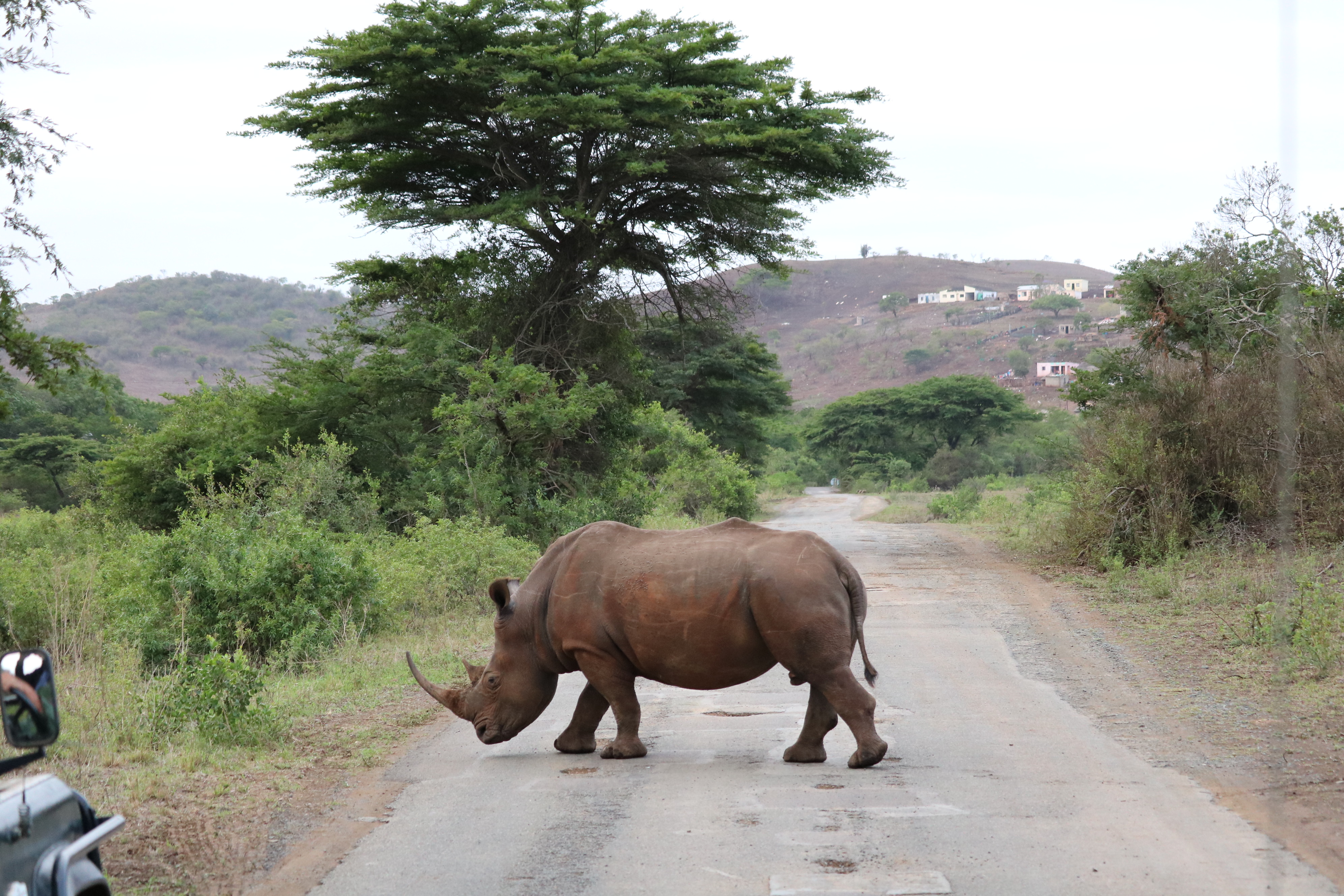
Breitmaulnashorn im Hluhluwe-iMfolozi-Park
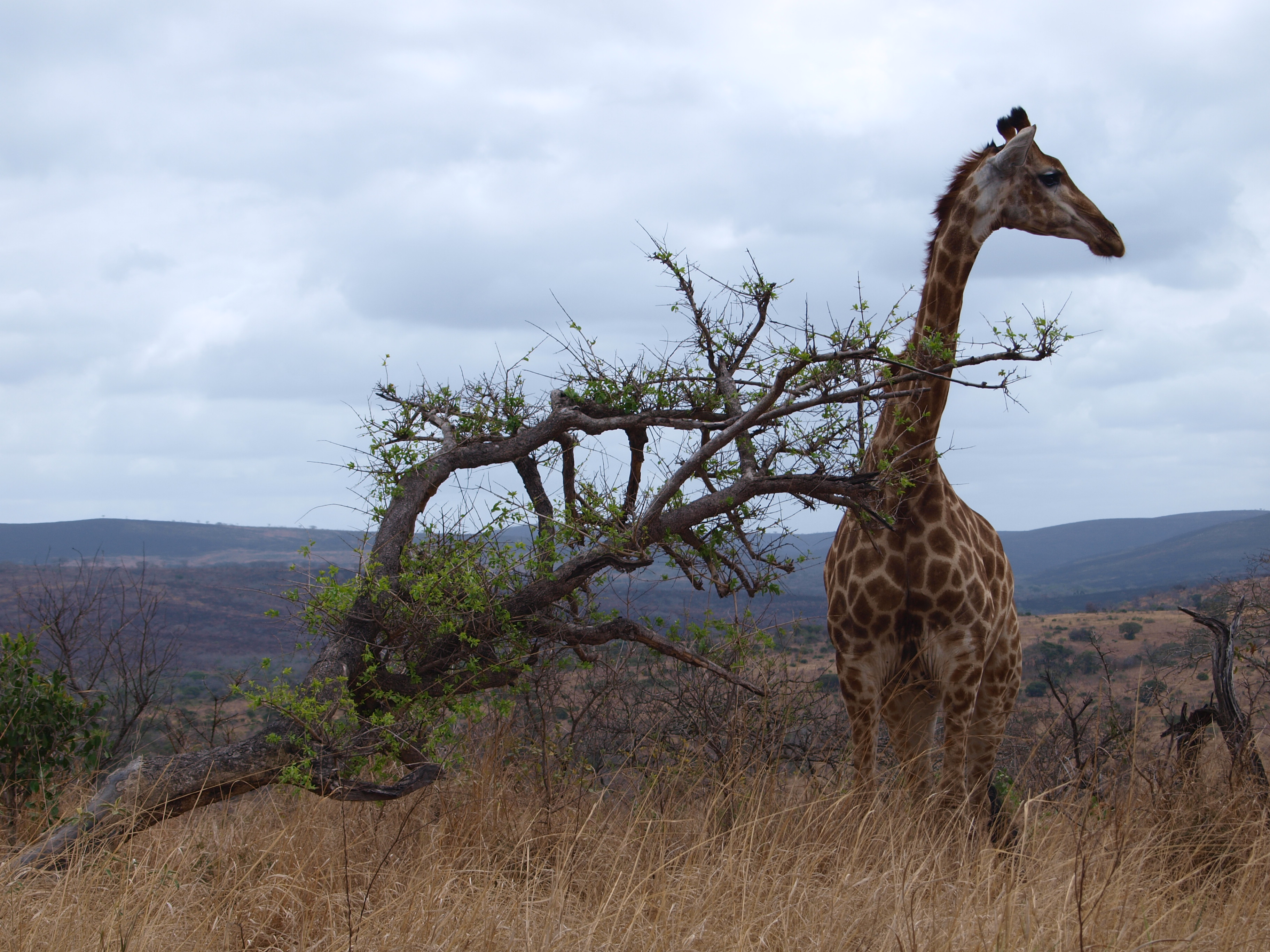
Der Hluhluwe-Teil des Parks
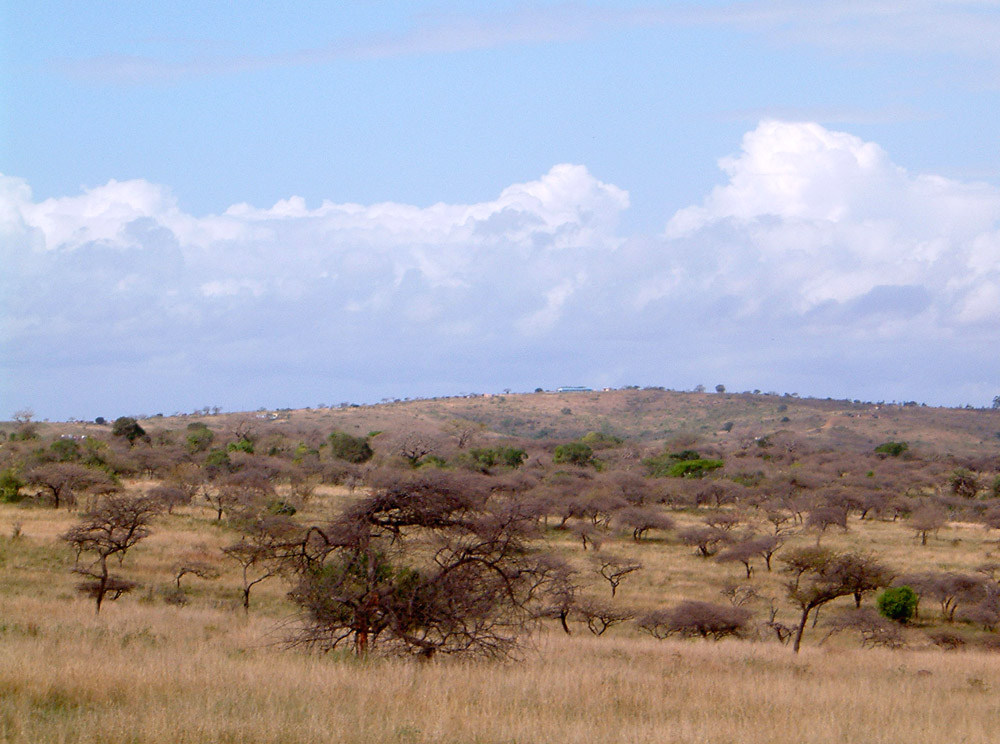
Der Umfolozi-Teil des Parks
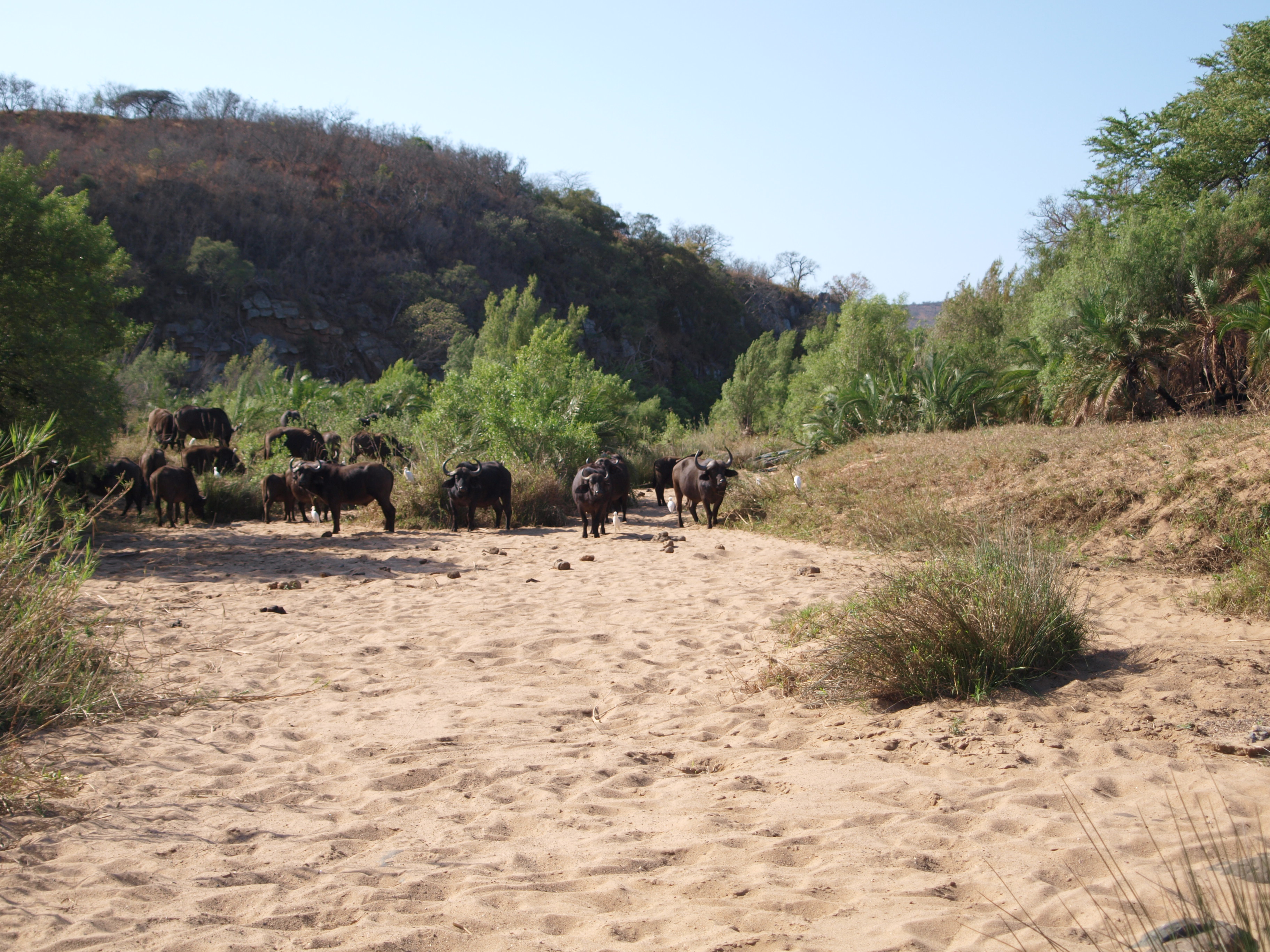
Büffelherde
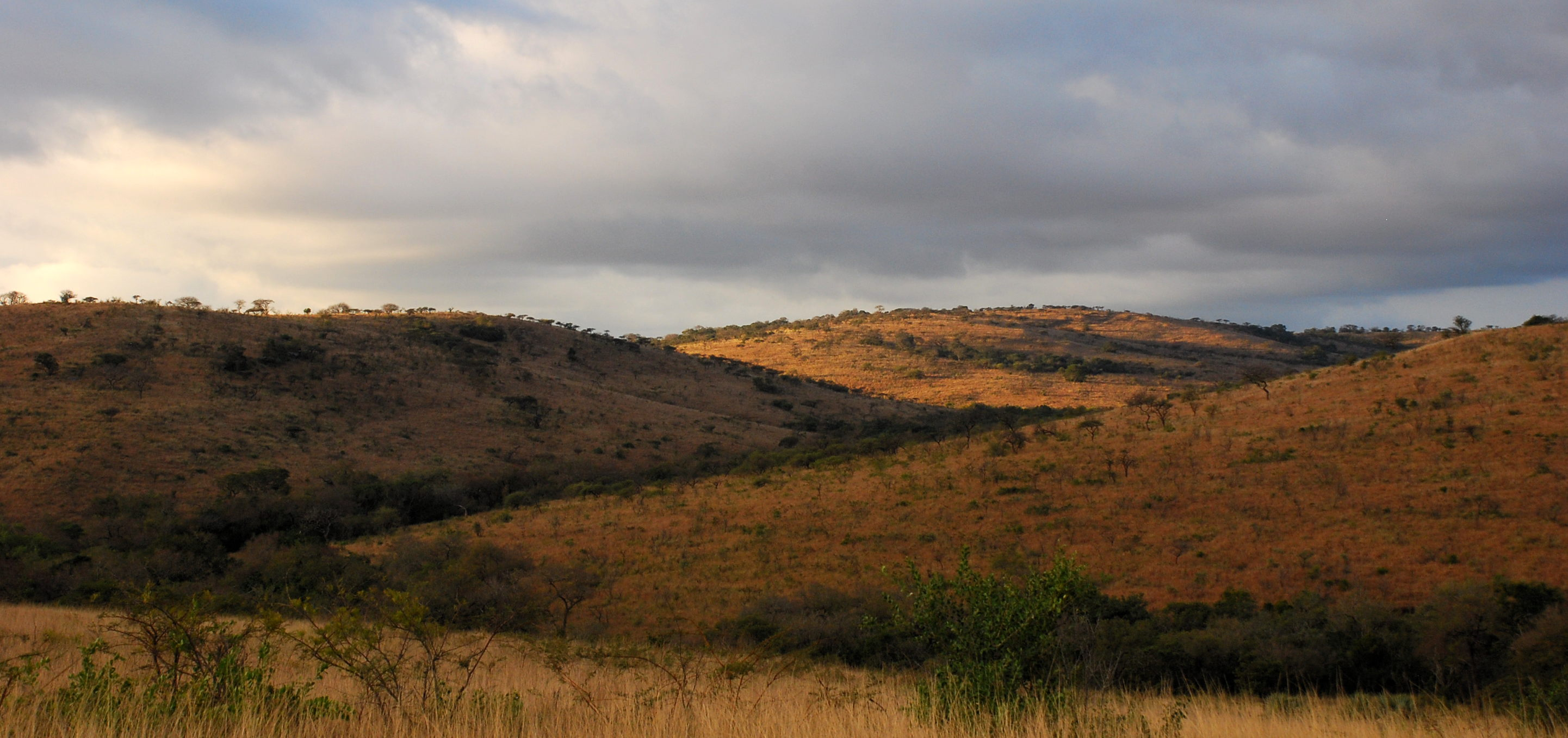
Landschaft des Nationalparks
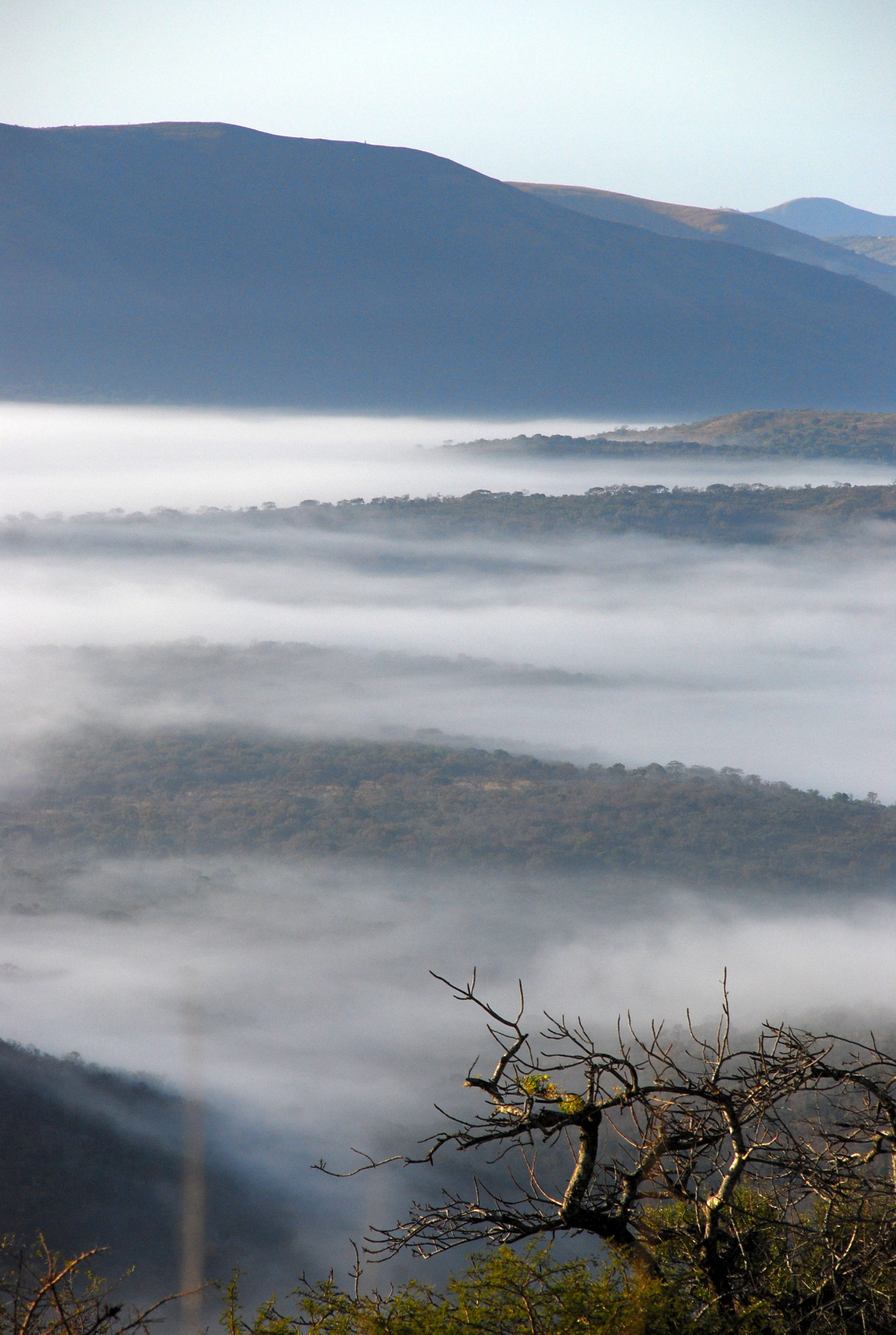
Landschaft des Nationalparks
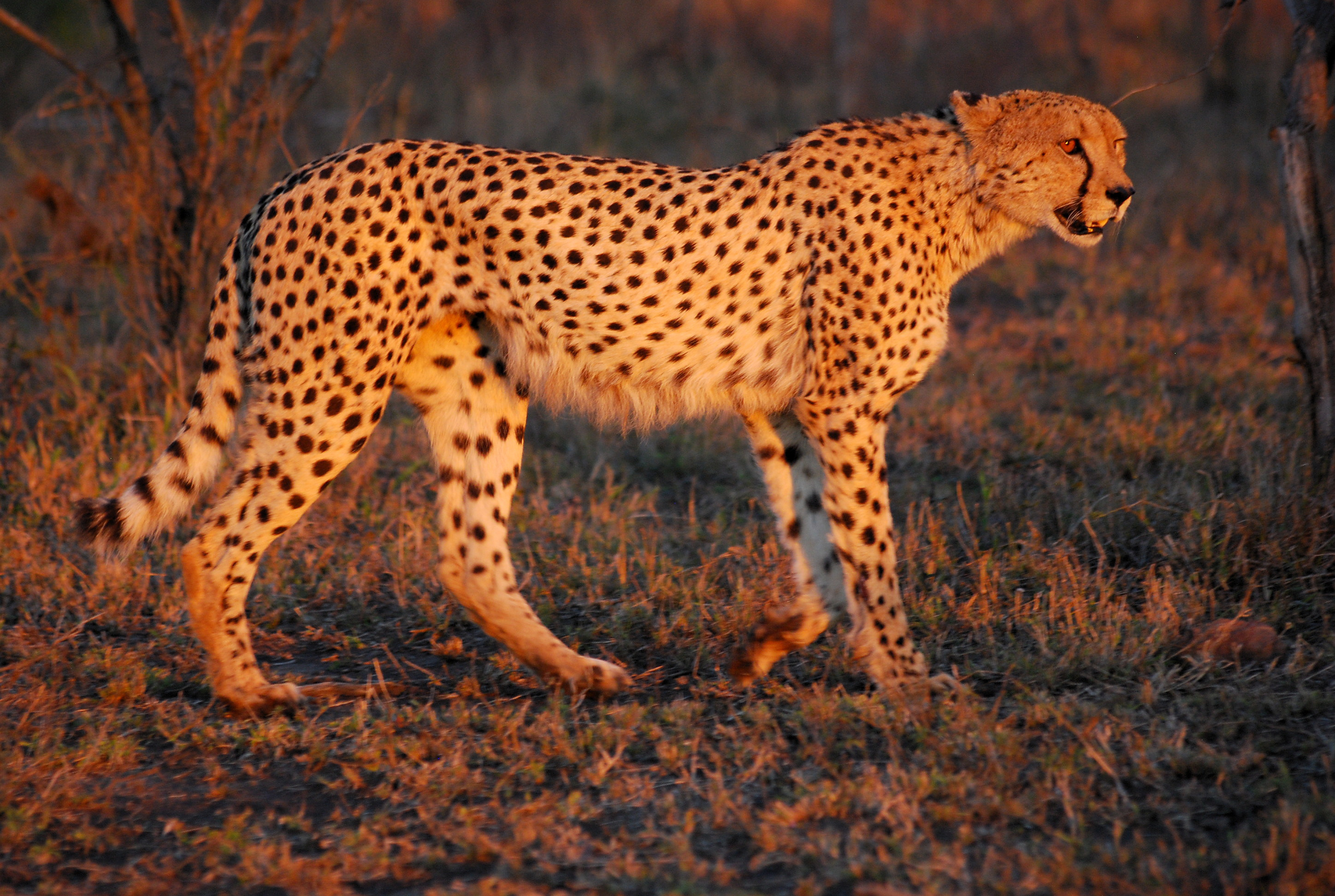
Gepard im Park
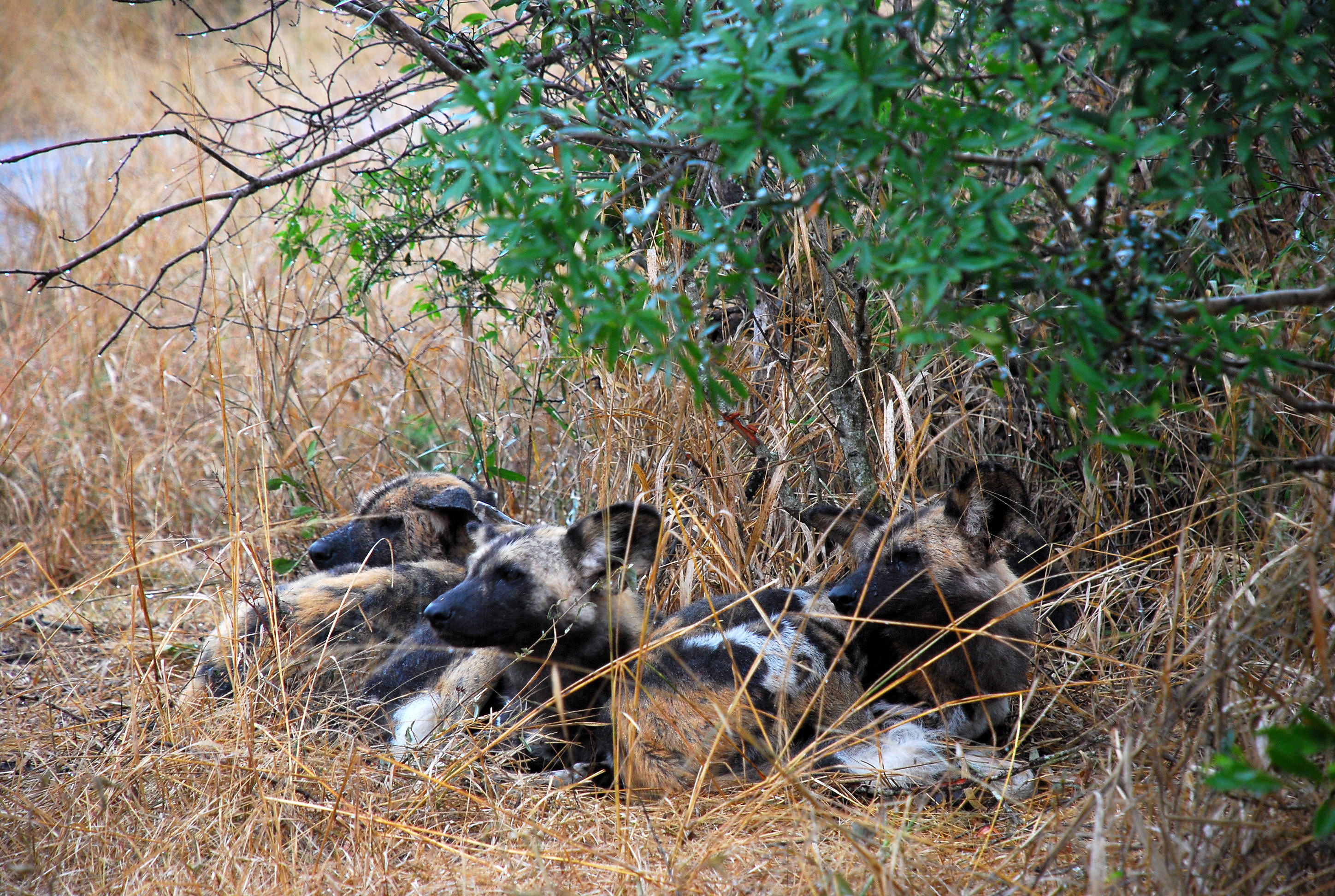
Wildhunde im Park
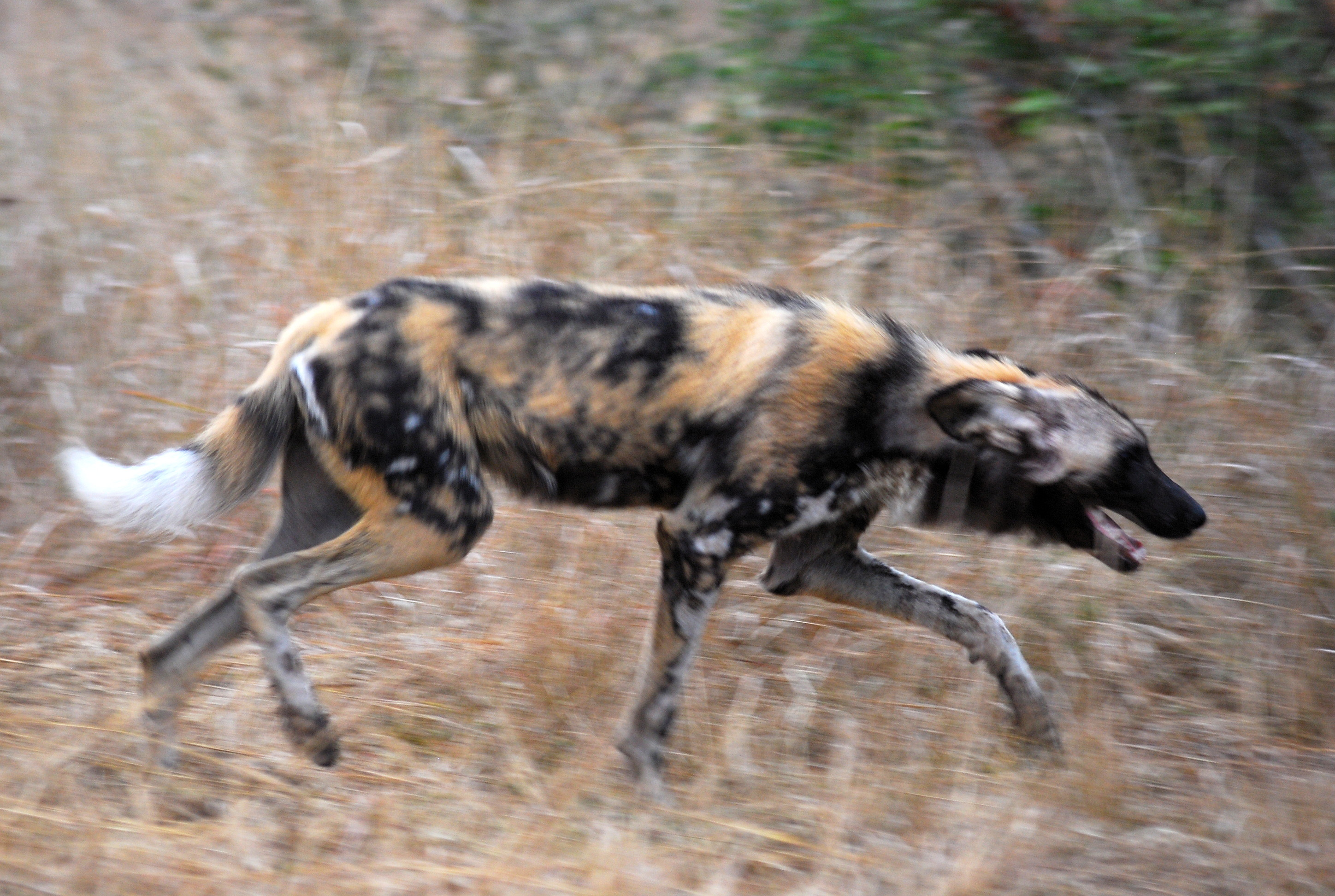
Wildhunde im Park (Umfolozi)